# Cammy Smith
Cammy Smith, właśc. Cameron Smith (ur. 24 sierpnia 1995 w Aberdeen) – szkocki piłkarz występujący na pozycji napastnika w St. Mirren.